# Ордины-Нащокины
Ордины-Нащокины — древний дворянский род.

## Происхождение и история рода
Отрасль дворянского рода Нащокиных. Андрей Филиппович Нащокин, убитый (08 сентября 1514) в сражении при Орше, имел прозвище Орда, а его потомки начали прозываться Ордиными-Нащокиными.
Ордины-Нащокины продолжали службу великим князьям и царям московским, но не выдвигались и скоро затерялись среди массы мелкого городового дворянства. Единственным более видным представителем рода в то время был внук Андрея Филипповича, Иван Иванович Ордин-Нащокин, бывший в (1584 и 1585) наместником Белого города.
Выдвигаются Ордины-Нащокины лишь в XVII веке, когда в лице известного московского дипломата и государственного деятеля боярина Афанасия Лаврентьевича попадают в ряды высшей московской аристократии. С этого времени они начинают помещаться в московском списке и получают придворные должности стольников и стряпчих.
Сын Афанасия Лаврентьевича Воин Афанасьевич — стольник (1668-1676). Богдан Иванович, двоюродный брат Афанасия Лаврентьевича, достиг звания думного дворянина. Но после смерти Афанасия Лаврентьевича, благодаря личным заслугам которого род и возвысился, Ордины-Нащокины худают, о деятельности их сведений почти не имеется и скоро они теряются из виду.
Последние сведения об Ординых-Нащокиных встречаются в конце XVIII века, когда, по-видимому, этот род и угас.

## Известные представители
- Ордин-Нащокин Лаврентий Богданович - стряпчий (1671-1676), стольник (1676-1692).
- Ордин-Нащокин Василий Богданович - стольник (1676-1686).
- Ордин-Нащокин Василий Афанасьевич - стольник (1686-1692).
- Ордин-Нащокин Богдан Васильевич - стольник царицы Евдокии Фёдоровны (1692).
- Ордин-Нащокин Михаил Максимович - московский дворянин (1692)[1].